# Giovanni Battista Sales
Giovanni Battista Sales (Torino, 1773 – Torino, 4 febbraio 1849) è stato un burattinaio italiano vissuto nel Regno di Sardegna. È stato l'inventore del burattino Gianduja, insieme al suo collega Gioachino Bellone.

## Biografia
Sales nacque a Torino e, forse, ebbe per maestro un burattinaio particolarmente celebre, noto con il soprannome piemontese di Gioanin ëd j'Usèj (Giovannino degli Uccelli). Messosi in società con il suo compatriota Gioachino Bellone, Sales costituì una piccola società artistica, inventando il personaggio di Gianduja tra gli anni 1802 e 1804 nella città di Genova. I due artisti cambiarono il nome di un personaggio da loro precedentemente utilizzato, Giròni (Gerolamo), dopo probabili pressioni avute dalla polizia genovese, la quale non vedeva di buon occhio gli spettacoli di un burattino che aveva lo stesso nome del doge filonapoleonico Girolamo Luigi Durazzo. È stato suggerito che Sales e Bellone abbiano usato Gerolamo/Gianduja per fare della sottile satira politica in chiave antigiacobina, attirandosi le ire del debole governo genovese, fedele ai repubblicani francesi.
Il Gianduja di Sales e Bellone divenne rapidamente famoso a Torino nel periodo della Restaurazione. Nel 1814, in un articolo sul Corriere delle Dame i due burattinai vennero raccomandati alle persone educate ed istruite ed ai fanciulli, in quanto nei loro spettacoli non c'erano sconcezze. Nel 1819, Sales si stabilì al teatrino di San Rocco (oggi scomparso), che con il tempo venne soprannominato Teatro Gianduja. Nel 1829 Sales costituì a Torino il circo che portò il suo nome, nel quale si svolgevano svariate forme d'arte, comprese le corse di cavalli. Nonostante la fama del circo, Sales si indebitò in modo considerevole.
Sales si sposò con Anna Pria, dalla quale ebbe almeno quattro figli. Morì in miseria, nella sua casa in via San Francesco d'Assisi a Torino.